# Вещунас-Янсоне, Валия
Валия Вещунас-Янсоне (в русской историографии Валерия Константиновна; латыш. Valija Veščunas-Jansone; 4 октября 1902, Булдури — 10 июня 1990, Юрмала) — член национального сопротивления Латвии. Кавалер ордена Лачплесиса (одна из трёх женщин, удостоенных этого ордена — высшей военной награды Латвии)

## Биография
Родилась 4 октября 1902 в Булдури. Образование получила в Рижской Государственной 1-й гимназии. В 1919 году добровольцем вступила в латвийскую армию. Участвовала в многочисленных боях с войсками Западной добровольческой армии в составе Сигулдского 7-го пехотного полка. 19 ноября 1919 года в разведывательной миссии Валия Янсоне одна из первых пересекла реку Лиелупе и не взирая на превосходящую силу врага, взяла дома «Plāņu», в которых были взяты пленники и трофеи. В 1922 году награждена орденом Лачплесиса за бои возле Пиньки.
С 25 декабря 1919 года в отставке. Впоследствии работала в правлении аренды недвижимости города Риги. Окончила юридический факультет Латвийского университета. В 1934 году защитила кандидатскую диссертацию по юриспруденции. Работала адвокатом.
Умерла 10 июня 1990 в Юрмале, похоронена на Лиелупском кладбище.
В 2001 году на бывшем месте жительства Валии Янсоне на улице Пелду, 19 в Старой Риге был найден оригинал меморандума Центрального совета Латвии, спрятанный под досками пола.